# Rahel Frey
Rahel Frey (Niederbipp, 23 februari 1986) is een Zwitsers autocoureur.

## Carrière
Frey begon haar autosportcarrière in 1998 in het karting. Tot 2004 nam zij deel aan diverse Zwitserse kartkampioenschappen. In 1999 behaalde zij haar beste restulaat met een derde plaats in het Zwitserse Mini-kampioenschap.

### Formuleracing
In 2004 debuteerde Frey in het formuleracing in de Renault Speed Trophy van de Zwitserse Formule Renault, waarin zij vierde werd. In 2005 nam zij deel aan een volledig seizoen van de Zwitserse Formule Renault en eindigde hierin als derde. Tevens nam zij deel aan een race van de Duitse Formule Renault.
In 2006 stapte Frey over naar de Italiaanse Formule Renault 2.0, waarin zij voor Jenzer Motorsport achttiende werd. Ook reed zij een volledig seizoen in de Eurocup Formule Renault 2.0 voor hetzelfde team en eindigde hierin op plaats 21. In 2007 stapte zij over naar de International Formula Master, waarin zij haar samenwerking met Jenzer voortzette. Zij werd zeventiende in de eindstand.
In 2008 maakte Frey haar Formule 3-debuut in het Duitse Formule 3-kampioenschap voor Van Amersfoort Racing. Een zesde plaats op de Motorsport Arena Oschersleben was haar beste resultaat en zij werd met 5 punten veertiende in de eindstand. In 2009 stapte zij over naar Jo Zeller Racing en stond zij vier keer op het podium, waaronder op de Nürburgring, waar zij haar eerste overwinning behaalde. Zij miste echter de tweede seizoenshelft en eindigde zodoende met 45 punten als zevende in het klassement.

### Toerwagens en GT-racerij
In 2010 stapte Frey over naar de GT-racerij, waarin zij voor Matech Competition reed. Zij reed enkele races in de FIA GT en de Le Mans Series. Tevens debuteerde zij dat jaar in de 24 uur van Le Mans, waarin zij een team vormde met Natacha Gachnang en Cyndie Allemann, eveneens vrouwelijke coureurs uit Zwitserland. Na 59 ronden moest haar inschrijving de strijd staken.
In 2011 stapte Frey over naar de DTM, waarin zij voor het Team Phoenix in een Audi A4 DTM 2008. Haar beste resultaat was een twaalfde plaats op Oschersleben en eindigde puntloos als negentiende en laatste in de eindstand. In 2012 stapte zij over naar het Audi Sport Team Abt en reed hier in een Audi A5 DTM. Zij behaalde zes kampioenschapspunten in de voorlaatste race op het Circuit Ricardo Tormo Valencia en werd hierdoor opnieuw negentiende in de eindstand.

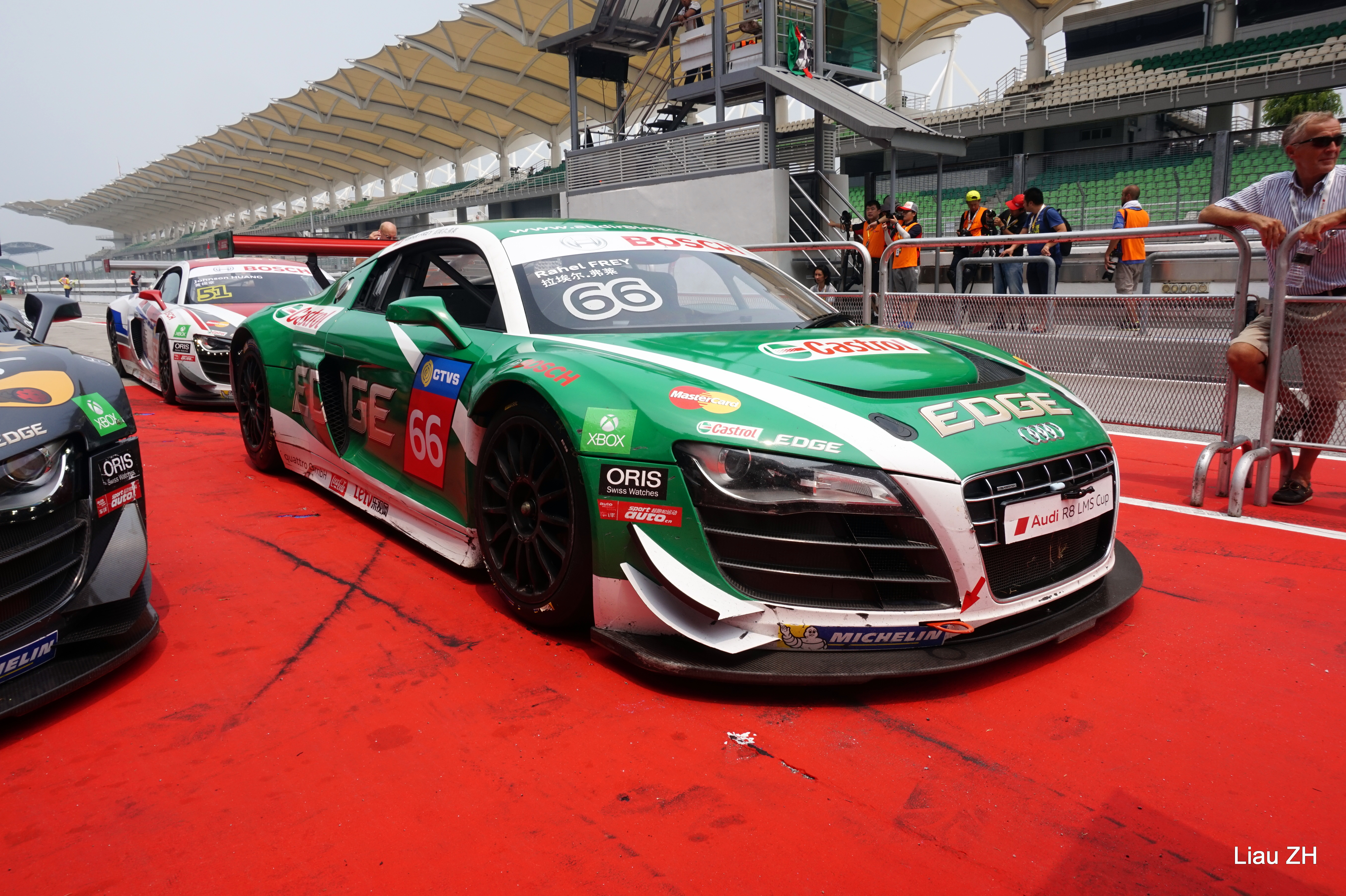
De auto van Rahel Frey op het Sepang International Circuit in 2015.

In 2013 stapte Frey over naar de ADAC GT Masters. Tot 2018 reed zij ieder jaar in deze klasse, en na een onderbreking keerde zij in 2020 terug. In haar eerste jaar werd zij voor het team Prosperia C. Abt Racing negentiende. In 2014 stapte zij over naar YACO Racing, waar zij tot 2018 bleef rijden. Achtereenvolgens eindigde zij op de plaatsen 39, 10, 9, 36 en 45 in het klassement; in 2015 en 2016 behaalde zij met Philip Geipel een overwinning op respectievelijk Hockenheim en het Circuit Park Zandvoort. In 2020 reed zij voor Aust Motorsport, maar behaalde zij geen kampioenschapspunten.
In 2013 en 2014 reed Frey in de Pro Cup van de Blancpain Endurance Series. In haar eerste seizoen reed zij voor het Belgian Audi Club Team WRT en eindigde zij op plaats 31, terwijl zij in haar tweede jaar uitkwam voor het Team Audi Race Experience en slechts een race reed.
Tussen 2013 en 2020 nam Frey regelmatig deel aan de Nürburgring Langstrecken-Serie, altijd met een Audi R8 LMS. Zij behaalde haar beste resultaat in 2020, toen zij negentiende werd.
In 2018 en 2019 reed Frey ook in diverse GT-kampioenschappen in Azië. In 2018 nam zij deel aan de GT3-klasse van de GT Asia en het daaropvolgende jaar reed zij in een Audi R8 LMS GT3 Evo voor het Audi Sport Asia Team TSRT in de Blancpain GT World Challenge Asia. Twee vierde plaatsen op de Fuji Speedway en het Korean International Circuit waren haar beste resultaten in 2019.

### Endurance

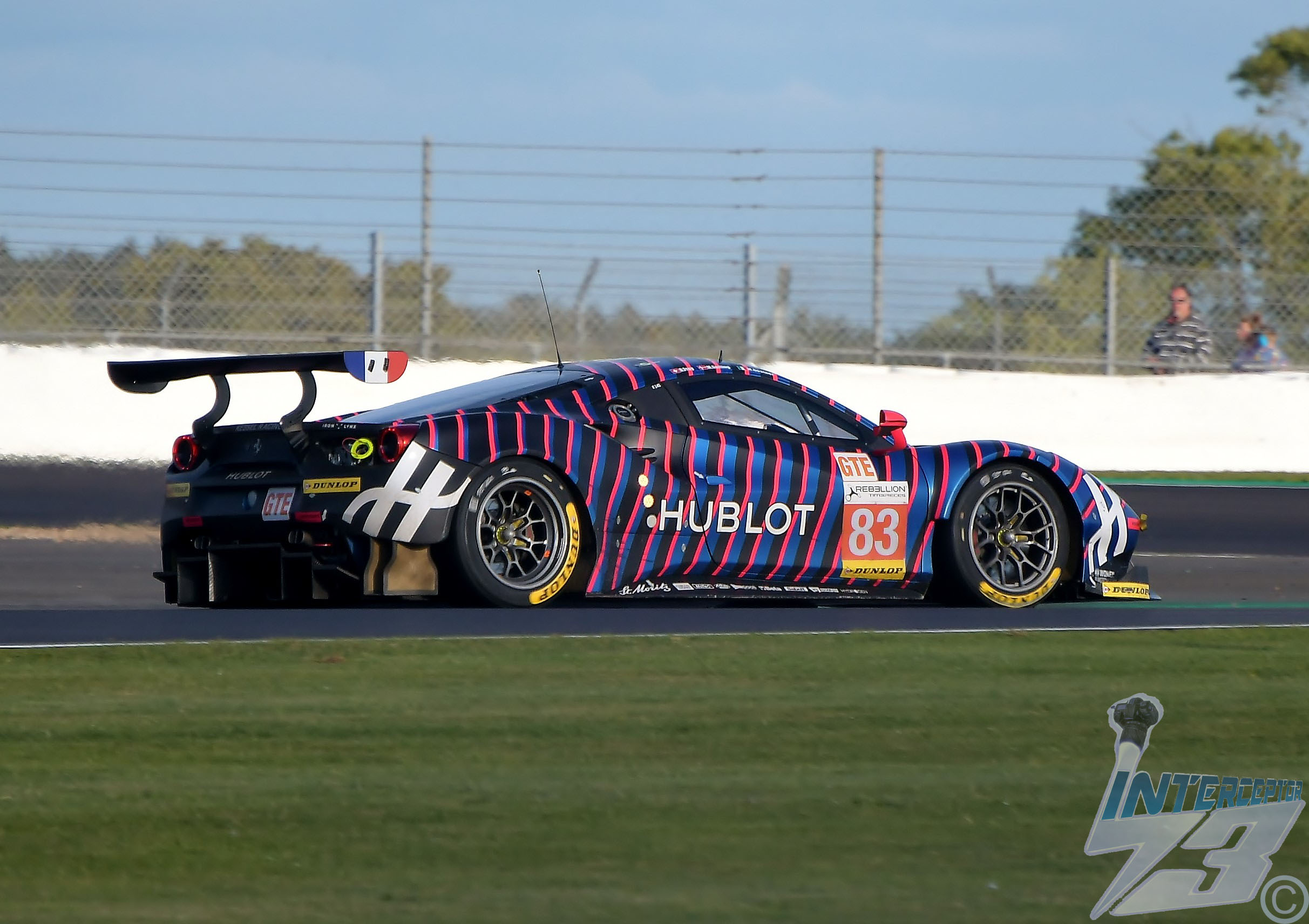
Rahel Frey op Silverstone in 2019.

Tussen 2019 en 2022 nam Frey deel aan de GTE-klasse van de European Le Mans Series, waarin zij voor Kessel Racing met Michelle Gatting en Manuela Gostner een Ferrari 488 GTE Evo deelde. Met twee podiumfinishes op het Circuit Paul Ricard en Silverstone werd zij met 68 punten vierde in de eindstand. In 2020 stapte het trio over naar Iron Lynx. Dit seizoen werden er drie podiumplaatsen gehaald: twee op Paul Ricard en een op het Autodromo Nazionale Monza. Met 61 punten werd zij vijfde in het klassement. In 2021 behaalde Frey met Gatting en Sarah Bovy podiumplaatsen op het Circuit de Spa-Francorchamps en het Autódromo Internacional do Algarve en eindigde zij met 50 punten als achtste. In 2022 reed Frey enkel in de eerste helft van het seizoen, voordat zij werd vervangen door Doriane Pin.
In 2019 keerde Frey terug naar de 24 uur van Le Mans, waarin zij met Gatting en Gostner voor Kessel Racing in de LMGTE Am-klasse negende werd. In 2020 reed het trio voor Iron Lynx in dezelfde klasse en werden zij wederom negende. Tevens won zij in 2019 de SP8-klasse van de 24 uur van de Nürburgring en nam zij in 2020 deel aan de 24 uur van Daytona.
In 2021 reed Frey haar eerste volledige seizoen in de LMGTE Am-klasse van het FIA World Endurance Championship (WEC) voor Iron Lynx. Tijdens het seizoen had zij Gostner, Gatting, Bovy en Katherine Legge als teamgenoten. Twee zesde plaatsen tijdens de 8 uur van Portimão en de 24 uur van Le Mans waren haar beste resultaten, waardoor zij met 46 punten tiende werd in de eindstand.
In 2022 werd het vrouwenteam van Iron Lynx omgedoopt tot Iron Dames. Frey was de enige coureur van het team die alle WEC-races reed, terwijl Bovy en Gatting vanwege een COVID-19-besmetting de 6 uur van Spa-Francorchamps moesten missen en voor die race werden vervangen door Pin en Christina Nielsen. Het team behaalde in de tweede seizoenshelft drie podiumfinishes in de 6 uur van Monza, de 6 uur van Fuji en de 8 uur van Bahrein. Met 93 punten werd Frey vierde in de eindstand.
In 2023 reed Frey het hele WEC-seizoen met Bovy en Gatting voor Iron Dames. Het team stapte over van een Ferrari 488 GTE Evo naar een Porsche 911 RSR-19. Het trio behaalde een podiumfinish in de 6 uur van Portimão, voordat zij in de seizoensfinale tijdens de 8 uur van Bahrein hun eerste zege in het kampioenschap behaalde. Met 118 punten eindigden zij als tweede in het klassement.